# Брико, Николай Иванович
Никола́й Ива́нович Брико́ (род. 9 августа 1953, д. Мирославка, Минская область, БССР) — российский эпидемиолог, специалист в области профилактики инфекционных болезней и по вакцинопрофилактике. Академик РАН (2013), РАМН (2011, член-корр. с 2007), доктор медицинских наук, профессор, врач высшей категории.
С 2009 года заведующий кафедрой эпидемиологии и доказательной медицины и с 1986 года заведующий лабораторией по разработке новых технологий эпидемиологического надзора и профилактики инфекционных болезней Первого МГМУ им. И. М. Сеченова. Главный внештатный эпидемиолог Минздрава России.
Лауреат премии Правительства России в области образования (2009) и премии им. Н. Ф. Гамалеи РАМН (2009). Почётный донор России. Заслуженный деятель науки Российской Федерации (2014).

## Биография
Окончил 1-й Московский медицинский институт им. И. М. Сеченова (1976). В тот же год поступил в аспирантуру на кафедре эпидемиологии, окончил её с защитой кандидатской диссертации. В 1979—1982 гг. ассистент той же кафедры.
В 1982—1985 гг. в Алжире — консультант по эпидемиологии.
С 1986 г. и поныне заведующий лабораторией по разработке новых технологий эпидемиологического надзора и профилактики инфекционных болезней — в альма-матер, где также в 1995—1997 гг. заведующий курсом эпидемиологии кафедры информатизации и управления охраной здоровья населения МПФ последипломного образования и с 1997 г. профессор родной кафедры. В 2004—2005 гг. одновременно зам. начальника отдела по вопросам благополучия человека Департамента фармацевтической деятельности, обеспечения благополучия человека, науки, образования Министерства здравоохранения и социального развития Российской Федерации.
С 2009 года возглавляет кафедру эпидемиологии и доказательной медицины медико-профилактического факультета Первого МГМУ им И. М. Сеченова, сменил в этой должности В. И. Покровского, учеником которого является, член Ученого Совета вуза. Председатель Профильной комиссии МЗ РФ по специальности «Эпидемиология», консультант медицинской службы ФСО России, член экспертного совета Высшей аттестационной комиссии Министерства науки и образования Российской Федерации и диссертационного совета при Центральном научно-исследовательском институте эпидемиологии Роспотребнадзора.
Под его началом защищено 8 докторских и 12 кандидатских диссертаций.
Президент НАСКИ. Академик РАМТН и МАИ. Член правления Национального научного общества инфекционистов. В 1996—2007 гг. председатель правления Московского отделения Всероссийского научно-практического общества эпидемиологов, микробиологов и паразитологов (ВНПОЭМП), член Национальной комиссии по сертификации ликвидации полиомиелита в России.
Заместитель главного редактора журнала «Эпидемиология и инфекционные болезни» и член редколлегий ряда журналов.

## Награды и звания
- Почетная грамота Минздравсоцразвития (2008),
- значок «Отличник здравоохранения России» (2009),
- памятная медаль «90 лет Государственной санитарно-эпидемиологической службе России» (2012),
- медаль «За заслуги перед отечественным здравоохранением» (2013) — высшая ведомственная награда,
- Почетная грамота РАМН (2013),
- Заслуженный деятель науки Российской Федерации (2014)[4].

Имеет благодарности Министерства здравоохранения и социального развития Российской Федерации и руководства Центров по контролю за инфекционными болезнями США, а также руководителя Федеральной службы по надзору в сфере защиты прав потребителей и благополучия человека (2010).
На сайте Первого МГМУ им. И. М. Сеченова отмечается, что Н. И. Брико «пользуется заслуженным авторитетом и уважением среди медицинской общественности страны».

## Научные труды
Автор свыше 560 печатных трудов, 5 монографий, 8 книг, 6 учебников, 11 руководств и пособий для врачей и студентов, 7 патентов и авторских свидетельств.